# Geografia de Marília

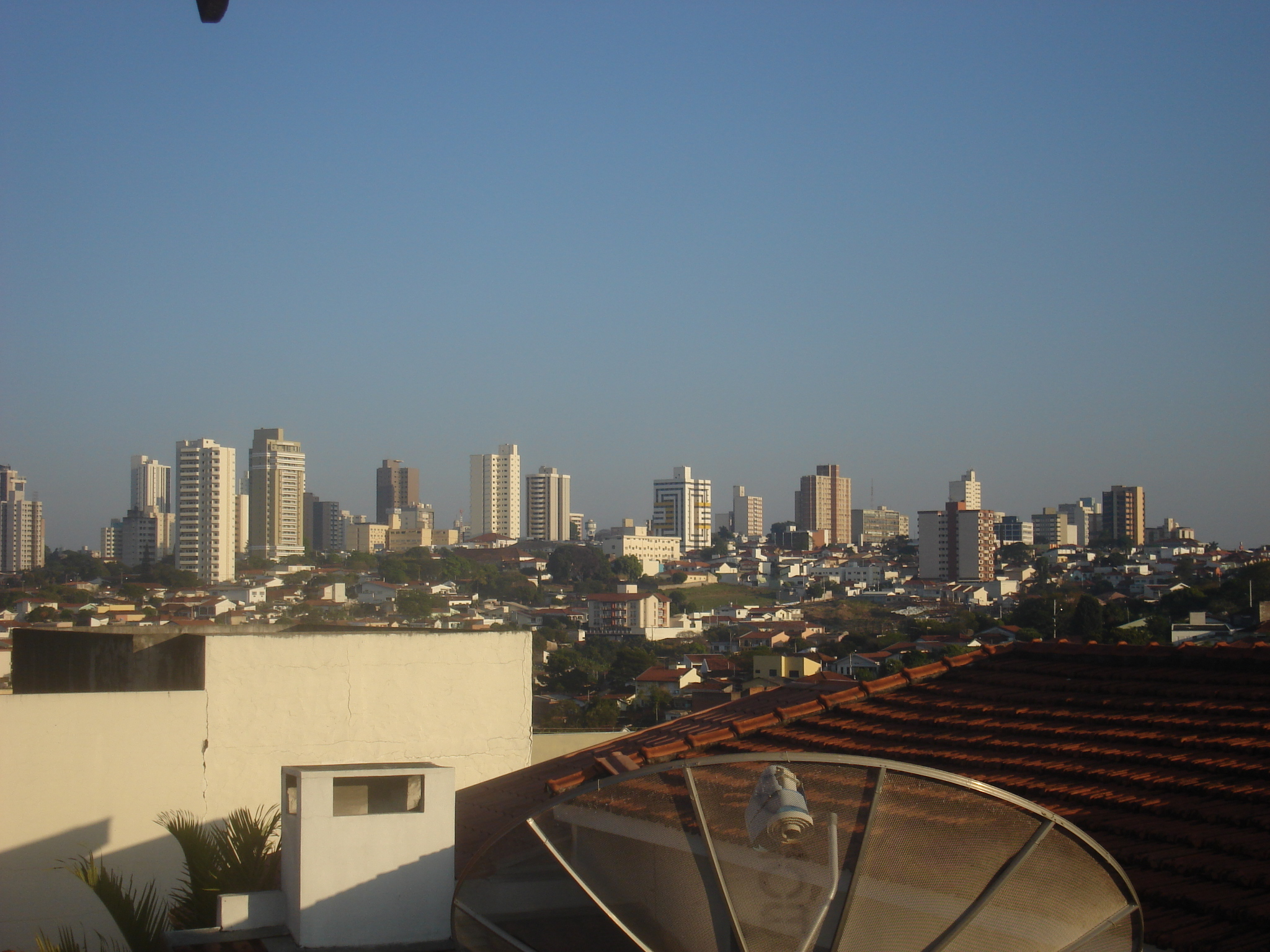
O centro da cidade está localizado na parte mais elevada do Planalto de Marília

Os estudos geográficos e geológicos do município de Marília apontam que a cidade está situada sobre prolongamento ocidental do hoje  conhecido Planalto de Marília (antiga  serra dos Agudos) que a atravessa de leste a oeste (englobando inclusive os municípios vizinhos). Os rios então, nascem nestas serras e fluem para dois lados: norte (para o Rio Aguapeí) ou sul (para o Rio do Peixe). A região é originalmente parte da Mata Atlântica Estacional Semidecidual, atualmente muito desgastada e substituída por pastos.

## Topografia
O relevo do Planalto de Marília termina geralmente em paredões de arenitos avermelhados de idade Cretácea,  revestidos de vegetação. Dentro do município recebe algumas denominações especiais: Serra de Avencas, Serra de Dirceu (ambos distritos de Marília).

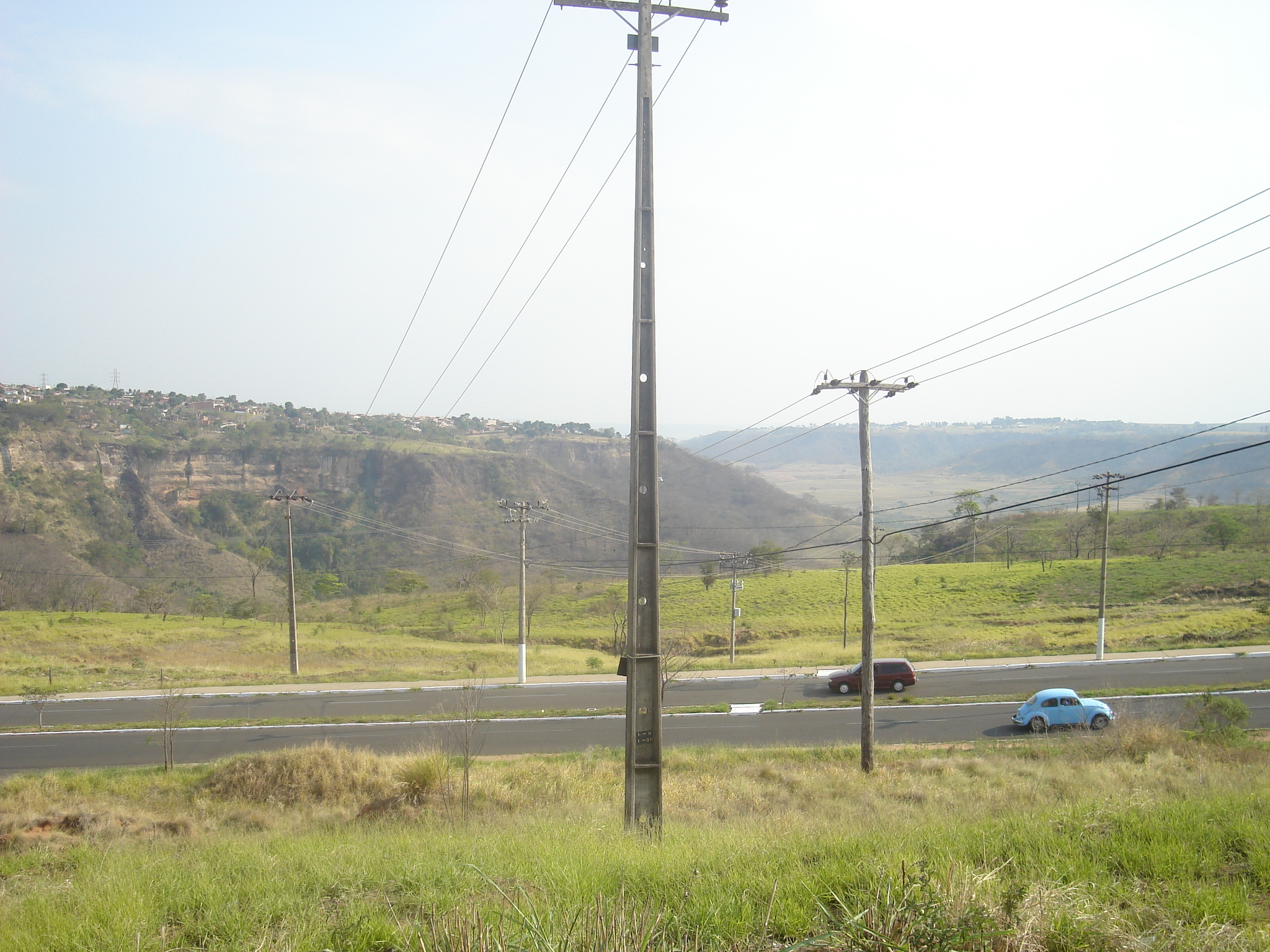
Paredões rochosos do Planalto de Marília, zona sul da cidade

O engenheiro João Baptista Meiller estudou a região. Num de seus relatos conta:
Percorramos, entretanto, o seu trecho mais interessante, de Marília a Nova Colômbia. Saindo de Marília, para o sul, percorre-se, por entre cafezais virentes, uns 8 km em terreno mais ou menos plano: é que a estrada culmina um contraforte da Serra dos Agudos, entre dois afluentes do Peixe.
De súbito, porém, depois dos últimos pés de café, surge a nossa direita um panorama novo: é o vale do Rio do Peixe, que corre, lá embaixo a uns 200 metros de desnível e a uma distância de uns 10km. E, no horizonte, a Serra do Mirante!... Serra?
Mas aquilo não é serra com seus pontiagudos, como a dos Órgãos! É um taboleiro, algo ondulado, tal como a Serra de Agudos, onde nos achamos, com a mesma altitude (uns 600 m).
Aproximando-nos do despenhadeiro, verificamos que ele circunda os afluentes do Peixe, recoberto, aqui, de exuberante vegetação que lhe nasce às ilhargas, desnudo ali, exibindo, em suas camadas estratificadas, a origem sedimentária desses terrenos, com alforamentos de seixos rolados entre algumas delas.
A Serra dos Agudos é um dos destaques do livro que narra os aspectos históricos, culturais e  técnicos do Rio Lençóis, denominado de Rio Lençóis de Ponta a Ponta, da serra dos Agudos ao vale do Tietê
A serra dos Agudos 
"É um complexo montanhoso com mais de trezentos quilômetros de circunscrição e uma média de seiscentos
e vinte metros de altitude, situado entre os rios Tietê e Paranapanema,
atravessando de leste a oeste a região centro oeste e oeste do  do Estado de São
Paulo, entre os municípios de Borebi, Agudos, Paulistânia, Duartina, Ocauçu, Lupercio, Marília, Vera Cruz, Garça, Echaporã,  Pompeia, Quintana, Herculândia e terminando em relevos suaves perto de Tupã.   Nas proximidades do  município de Garça, nascem os rios Aguapeí e Peixe e no espigão Leste, no município de Agudos, nasce o rio Batalha que percorre para oeste, o rio Turvo que percorre para o Sul e o rio Lençóis, que percorre para leste."

## Hidrografia
Estando situado no espigão do Planalto de Marília,  todos os seus rios correm para a Bacia do Peixe ou para a Bacia do Rio Feio.

### Rio do Peixe
O Rio do Peixe, que nasce no município de Garça, corta a parte sul do município de Marília. Os fluxos hídrícos que nascem na parte sul do espigão
correm a seu encontro. Em Marília os principais afluentes do Rio do Peixe são:
Pela margem direita.
- Ribeirão do Alegre: nasce a 10 km, em Gália, corre em rumo geral no sentido oeste até sua confluência com o Rio do Peixe a sudeste  de Marília.
- Ribeirão do Barbosa (poluído): nasce em Marília nas proximidades de onde passa a rodovia SP 294, limite sul da cidade e  corre no sentido sudoeste desagüando no Peixe.
- Rio do Pombo  (poluído): nasce em Marília, na baixada das proximidades do antigo prédio da Telesp  seguindo rumo oeste até desaguar no Rio do Peixe. Possui vários afluentes como o Córrego São Francisco, Invernada, Trombador,  Santa Maria, Ferrugem, Santana, Santo Antônio e Flor Roxa.
- Ribeirão da Prata: tem as suas cabeceiras no bairro do Prata e, após um percurso de 14 km, deságüa no Peixe.

Pela margem esquerda.
- Rio Três Lagoas: nasce na divisa sul entre Marília e Echaporã. Tem 6 km de extensão desagüando no Peixe.

### Rio Aguapeí
Como o Rio do Peixe, o Rio Aguapeí ou Feio nasce em Garça, mas na parte norte do Planalto de Marília. Como Marília fica sobre a serra, os rios que ficam no norte da cidade correm no sentido norte até o encontro com o Aguapeí, que faz a divisão do município com Getulina. Seus afluentes que passam por Marília, todos da margem esquerda, são:
- Ribeirão dos Índios (poluído): nasce a 7 km de Marília, correndo na direção nordeste e depois de um curso de 18 km, deságua no Rio Aguapeí.
- Corrego do Forquilha: faz a divisa entre Marília e Garça, de sua nascente até a foz.
- Córrego das Palmeiras: Nasce no município de Dracena e sua foz no municipio de Monte Castelo próximo a SP-563.
- Corrego volta grande: Cidade de Nova Independência.
- Ribeirão Galante Nasce em Tupi Paulista e sua foz esta no municipio de Monte Castelo

### Bibliográficas
Póvoas, Glycerio; Serviço de Estatística da Prefeitura de Marília; Monografia pelo professor Glycerio Póvoas - Volume 1. Marília: 1947.